# Capralba
Capralba est une commune italienne de la province de Crémone, dans la région Lombardie.

## Administration
| Période                                  | Période  | Identité          | Étiquette    | Qualité |
| ---------------------------------------- | -------- | ----------------- | ------------ | ------- |
| 14 juin 2004                             | En cours | Pierluigi Lanzeni | Lista Civica |         |
| Les données manquantes sont à compléter. |          |                   |              |         |

### Hameaux
Farinate, Campisico di Sopra, Campisico di Sotto

### Communes limitrophes
Campagnola Cremasca, Caravaggio, Casaletto Vaprio, Misano di Gera d'Adda, Pieranica, Quintano, Sergnano, Torlino Vimercati, Vailate.